# حثل شحمي عائلي جزئي نوع دونيغان
الحثل الشحمي العائلي الجزئي نوع دونيغان(بالإنجليزية: Dunnigan familial partial lipodystrophy)‏ ومختصره (FPLD) هو مرض أحادي الجين نادر ومن مظاهر مقاومة الإنسولين ويتميز بفقدان دهن تحت الجلد من الأطراف والجذع والأليتين.
الحثل الشحمي العائلي الجزئي يلخص السمات الأيضية الرئيسية لمتلازمة مقاومة الإنسولين والتي تشمل الكرش وفرط الإنسولينية واختلال تحمل الجلوكوز والسكري (عادة النمط الثاني) وعسر شحميات الدم وفرط ضغط الدم والنهايات المبكرة للتصلب العصيدي.
يمكن أيضا أن يحصل المرض في حالة الكبد الدهني.
الحثل الشحمي العائلي الجزئي نوع دونيغان هو نتيجة لطفرة وراثية في مورثة LMNA.